# Geluwe

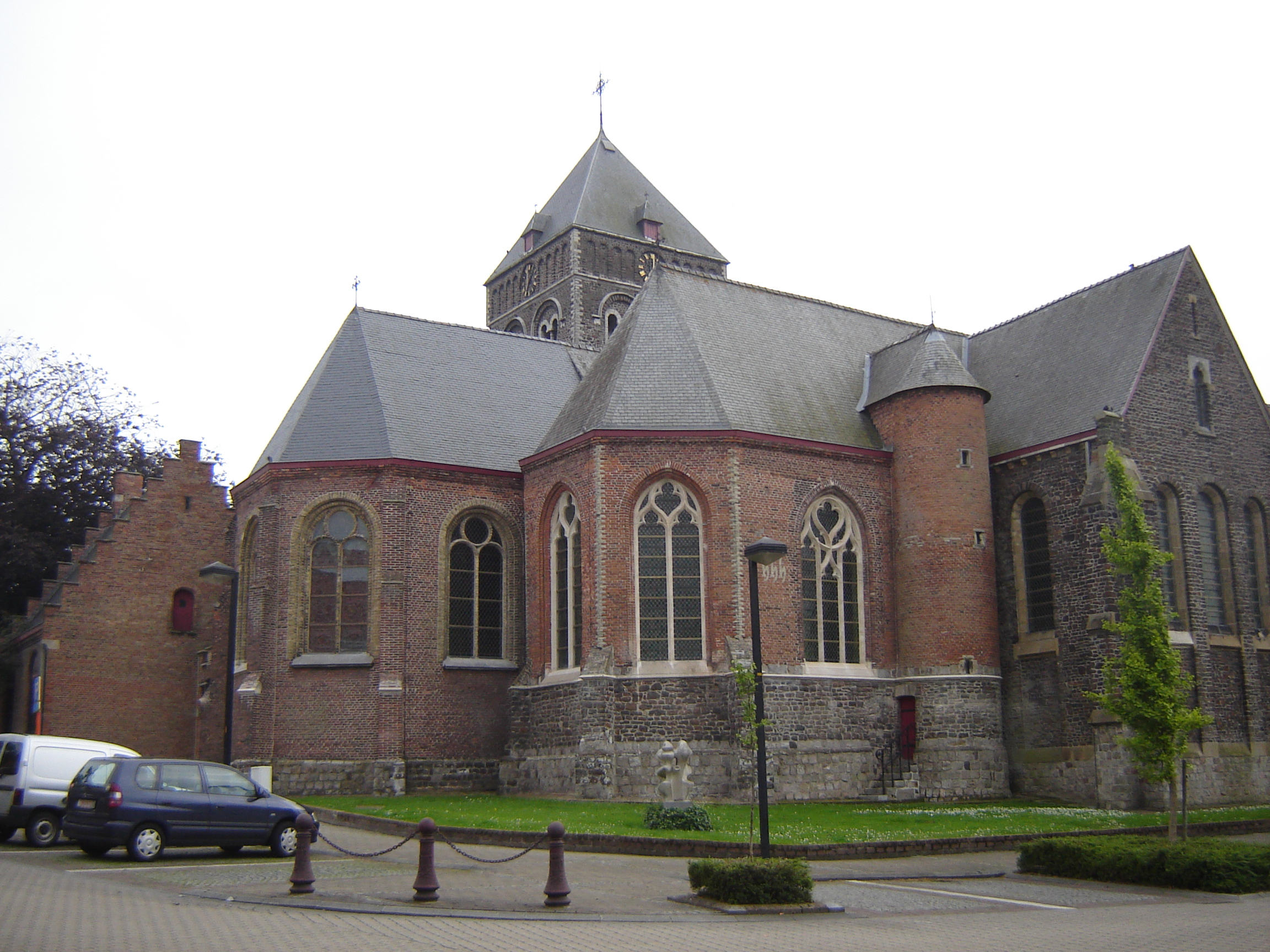
Sint-Dionysiuskerk

Geluwe (Hilwe ở West Flemish) là một thị trấn thuộc vùng West Flemish của Bỉ. Nó là một thị trấn nhỏ của thành phố Wervik. Thị trấn này được biết đến với "lễ hội ngáp" (tiếng Hà Lan: gapersfeesten). Tên Geluwe xuất phát từ từ gilwe, West Flemish cũ cho màu vàng, bởi vì đất có màu vàng hơn phần còn lại của khu vực.

## Địa lý
Thị trấn có 6.668 môi trường sống và diện tích 21,09 km² (8,14 dặm vuông). Các thị trấn và thành phố lân cận là:
- Beselare (đô thị Zonnebeke)
- Dadizele (đô thị Moorslede)
- Moorsele (đô thị Wevelgem)
- Menin
- Wervik (đô thị)
- Kruiseke (đô thị Wervik)

## Vận chuyển
Geluwe có thể truy cập bằng tuyến xe buýt 84 của công ty vận tải công cộng De Lijn. Tuyến xe buýt này cũng dừng ở Ypres, Menin, Rekkem và Mouscron.
Ngoài ra còn có lối ra A19 (đường cao tốc) dành cho ô tô. Điều này làm cho việc vận chuyển đến Ypres và Courtrai nhanh chóng và dễ dàng.
Con đường N8 là con đường giúp bạn có thể đến Ypres và Menin. Có một con đường xe đạp bên cạnh nó.